# Beschorneria yuccoides
Beschorneria yuccoides è una pianta originaria delle aree montane del Messico (stati di Hidalgo, Puebla e Veracruz), dove forma popolamenti ad un'altitudine compresa tra i 2700 e i 3000 metri sul livello del mare.
Presenta rosette con 20-35 foglie lineari, lanceolate e coriacee, finemente dentellate e notevolmente allargate alla base, di colore grigio-verde o verde, lunghe tra i 40 e i 60 centimetri.
L'infiorescenza può raggiungere un'altezza massima di 320 centimetri ed è caratterizzata da brattee e steli. I fiori raggiungono i 5 centimetri, mentre i frutti, quasi sferici, sono lunghi 4 centimetri. Il nome scientifico ricorda la sua somiglianza con il genere Yucca.